# «П'єта» для Вітторії Колонни
«„П'єта“ для Вітторії Колонни» (італ. Pietà per Vittoria Colonna) — малюнок чорною крейдою на картоні (28,9×18,9 см), авторство якого приписується італійському скульпторові та художникові Мікеланджело Буонарроті. Датується приблизно 1538—1544 роками. Зберігається в музеї Ізабелли Стюарт Гарднер у Бостоні.

## Історія
Мікеланджело познайомився з Вітторією Колонною близько 1538 року. Їхня жвава дружба сприяла допуску Мікеланджело до її соціальних кіл, і він познайомився з питаннями церковної реформи. Мікеланджело виконав для Колонни кілька картин у п'ятому десятилітті XVI століття. Усі вони зараз втрачені або мають суперечливу атрибуцію, але збереглося кілька ескізів і копій, написаних учнями та шанувальниками Мікеланджело.
Окрім відомого «Розп'яття», найвизначнішою роботою Мікеланджело для Вітторії Колонни є «П'єта». Невідомо точно, що саме цю роботу написав Мікеланджело, але збереглися описи у Асканіо Кондіві та Вазарі. У будь-якому випадку малюнок виявився впливовим: є кілька копій, написаних учнями у Флоренції та Римі, переробка композиції Людовіко Буті та адаптація Лавінії Фонтани.
У 2007 році міланський ресторатор та історик мистецтва Антоніо Форчелліно оголосив, що олійний живопис на ту саму тему була виявлена в приватному будинку в Рочестері, Нью-Йорк. Картина потрапила до США в 1883 році і до 1970-х років висіла над каміном сімейного будинку середнього класу. У книзі 2011 року «Втрачені Мікеланджело» (англ. The Lost Michelangelos) Форчелліно висловив думку, що картина належить Мікеланджело. Це авторство не є загальноприйнятим серед дослідників. За словами Крістіни Геррманн Фіоре (італ. Kristina Herrmann Fiore), куратора галереї Боргезе в Римі, підготовчий малюнок до картини, ймовірно, зроблений рукою Мікеланджело; тоді як Александр Наґель (англ. Alexander Nagel), професор Інституту образотворчих мистецтв Нью-Йоркського університету, вважає, що картина є просто копією композиція Мікеланджело.

## Опис і стиль
Тема «П'єти», така близька Мікеланджело, розглядається в дуже емоційній композиції, як і в «„Розп'ятті“ для Колонни». У «Життєписах» Вазарі малюнок описано так: «Для неї[Вітторії Колонни] Мікеланджело намалював Оплакування Христа: тіло мертвого Христа на руках у Богородиці з двома ангелочками, річ предивна, і розп'ятого Христа, твір божественний».
Померлий Ісус лежить у своєрідній колисці між ніг скорботної Марії, яка піднімає руки до неба, тоді як два ангели також піднімають руки Христа під прямим кутом. Жест Марії врівноважує потужні вертикальні лінії тіла Ісуса, яке лежить на скелі. Над ними двома стоїть балка, хрест, де вертикально написано цитату Данте: «Non vi si pensa quanto sangue costa» (укр. Там не думають, скільки це коштує крові).
У цьому вірші з пісні 29 книги «Рай» Беатріче висловлює жаль з приводу відсутності вдячності за жертви мучеників. Цитата відображає релігійні переконання Мікеланджело та Колонни. Обидва належали до римських груп, які зосереджувалися на досягненні спасіння вірою через молитовне споглядання священної історії, що відображено і в їхній поезії цього періоду. За словами Джеймса М. Саслова (англ. James M. Saslow):
|  | Подарунок Мікеланджело, таким чином, запропонував втішне свідчення їхнього спільного переконання, що трагічна смерть спасителя також є приводом для радості, кульмінацією божественної комедії Бога, яка дає кожній віруючій душі надію на щасливий кінець Оригінальний текст (англ.) Michelangelo’s gift thus offered consoling testimony to their shared conviction that the savior’s tragic death is also a cause for joy, the climax of God’s divine comedy that offers each believing soul the hope of a happy ending |

## Галерея інших версій

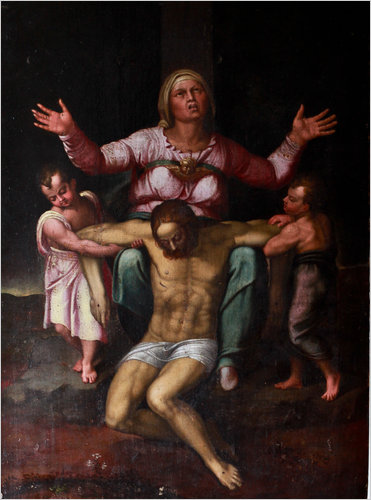
«Рочестерська П'єта». Приписується Мікеланджело
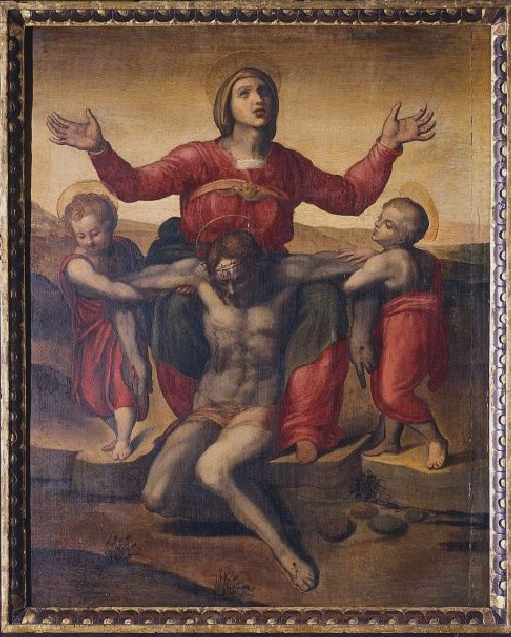
«Флорентійська П'єта». Анонім
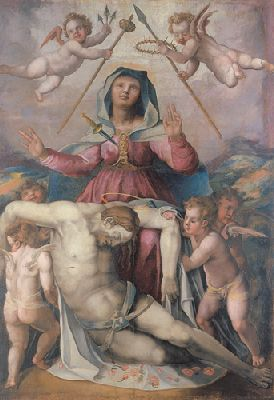
«П'єта». Людовіко Буті

## Виноски
1. 1 2 3 4  Isabella Stewart Gardner Museum. Pietà. Архів оригіналу за 1 серпня 2012. Процитовано 29 травня 2011. [Архівовано 2012-08-01 у Wayback Machine.]
2. ↑  De Tolnay, Charles (1953). Michelangelo's Pieta Composition for Vittoria Colonna. Record of the Art Museum, Princeton University. 12 (2): 44—62. doi:10.2307/3774312. JSTOR 3774312.
3. ↑  Flynn, Kevin; Kennedy, Randy (26 травня 2011). The Pietà Behind the Couch. New York Times. Процитовано 29 травня 2011.
4. ↑  Вазарі, 1970, с. 408.